# Šternberk

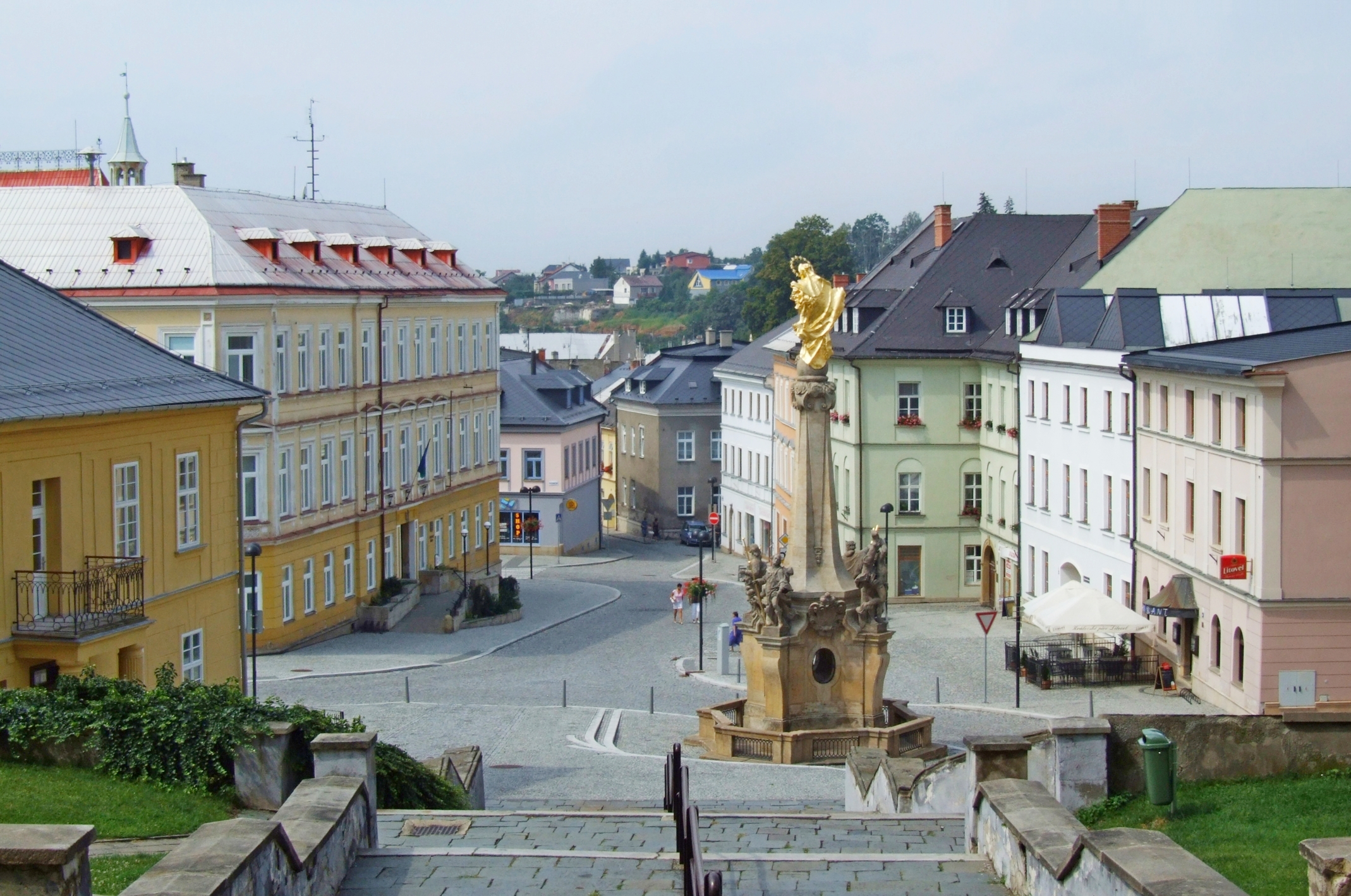
Stadtmitte mit Mariensäule

Šternberk (deutsch Sternberg, auch Mährisch-Sternberg) ist eine Stadt im Okres Olomouc in Tschechien.

## Geographie
Die Stadt  liegt in Mähren am südwestlichen Rand des Niederen Gesenkes im Tal der Sitka auf 236 m ü. M., 16 Kilometer nördlich von Olmütz.
Nachbarorte sind Hlásnice (Wächtersdorf) im Norden, Horní Loděnice (Deutsch Lodenitz) und Hraničné Petrovice (Petersdorf b. Giebau) im Nordosten, Město Libavá im Osten, Bohuňovice (Boniowitz) im Süden, Pňovice (Kniebitz) und Žerotín im Südwesten, Babice im Westen sowie Uničov und Komárov (Komarn) im Nordwesten. Nordwestlich liegt der 660 m hohe Berg Vysoká Roudná, nördlich der 706 m hohe Pomezy.

## Stadtgliederung
Šternberk besteht aus den Ortsteilen:
- Dalov (Dohle)
- Chabičov (Gobitschau)
- Krakořice (Krokersdorf)
- Šternberk (Sternberg) und
- Těšíkov (Zeschdorf).

Grundsiedlungseinheiten sind Babí hora-Spálená, Bouda, Dalov, Dlouhá ulice, Dolní Žleb (Niedergrund), Horní Žleb (Obergrund), Chabičov, Krakořice, Lhota (Allhütten), Mlýnský příkop-Světlov, Náměstí Svobody, Obora, Šternberk-střed, Těšíkov, Tyršovy sady, U nádraží, U nemocnice, Uničovské Předměstí, Vinohradská, Za nemocnicí, Za vsí-Čepky und Zámecký kopec.
Das Gemeindegebiet gliedert sich in die Katastralbezirke Dalov, Chabičov, Krakořice, Lhota u Šternberka, Šternberk und Těšíkov.

## Geschichte

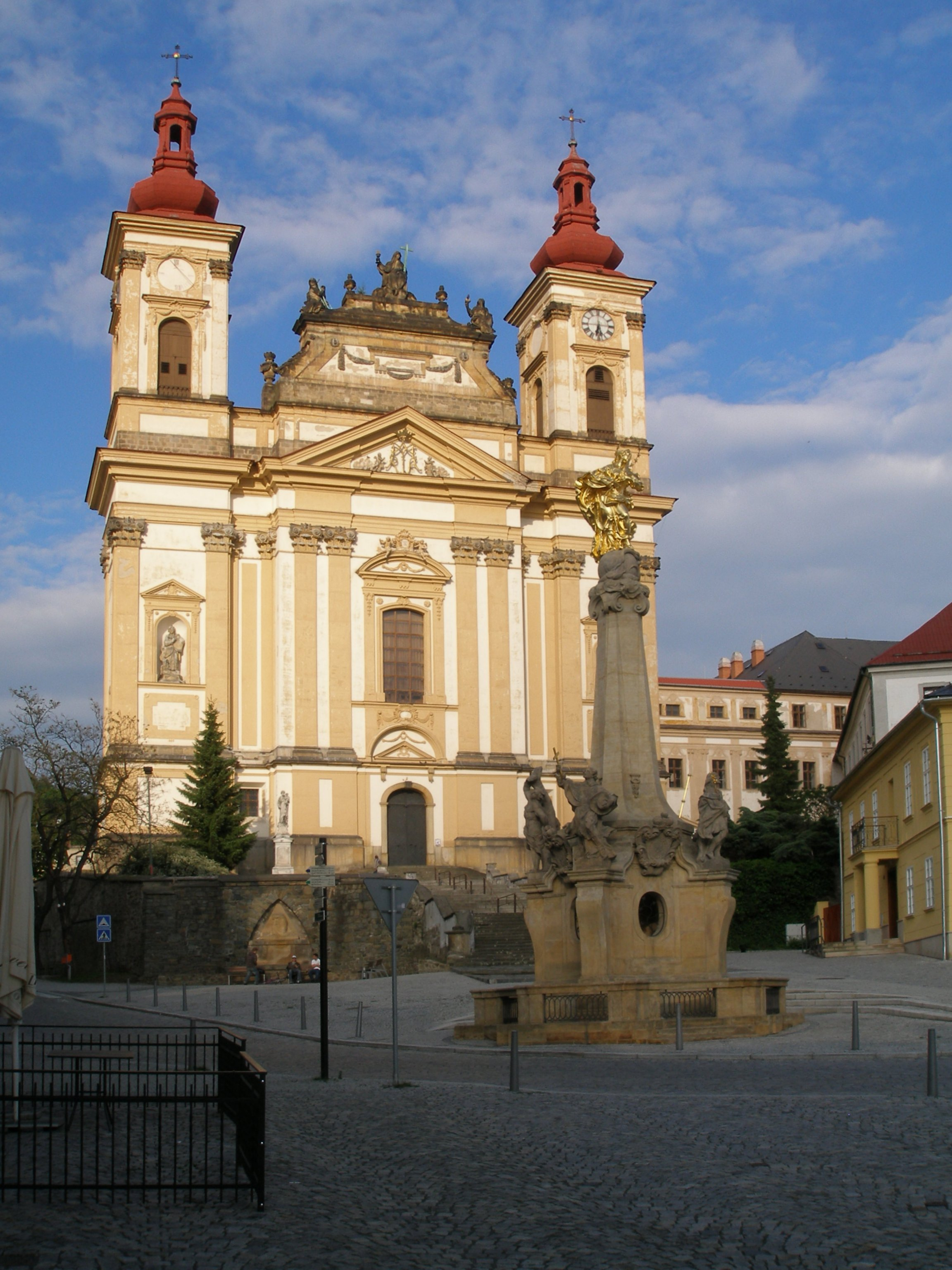
Kirche Mariä Verkündigung mit Mariensäule

Nachdem sich der böhmische Adlige und markgräfliche Truchsess (dapifer Moraviae) Zdeslav von Divišov, der um 1241 die Burg Sternberg an der Sazavá errichtet hatte und danach das Prädikat von Sternberg benutzte, Verdienste bei der Verteidigung von Olmütz gegen die Kumanen erworben hatte, belohnte ihn König Ottokar II. Přemysl 1253 mit einigen Ländereien nördlich von Olmütz. Zdeslav von Sternberg, der mit N. N. von Meißen verheiratet war, gilt als der Begründer der mährischen Linie der Herren von Sternberg. Die älteste urkundliche Erwähnung der von ihm errichteten mährischen Burg Šternberk erfolgte im Jahre 1269 in einem Dokument, mit dem die Grenzen zwischen der Herrschaft Sternberg und dem Kloster Hradisko festgelegt wurden. Da Zdeslav 1265 starb, war vermutlich für die Vermessung der Herrschaftsgrenzen der Übergang der Herrschaft Sternberg an dessen ältesten Sohn Albert ausschlaggebend. Albert wurde 1286 zum Burggrafen von Olmütz und zehn Jahre später zum Kämmerer des Olmützer Landgerichts ernannt. Zudem setzte er sich für die Kolonisierung seiner mährischen Gebiete ein, wobei er Sternberg vermutlich mit deutschen Kolonisten aus Olmütz besiedelte.
Als Stadt („in civitate Sternberch“) wurde Sternberg erstmals 1296 in einer Urkunde erwähnt, obwohl es zu diesem Zeitpunkt noch nicht die vollen Stadtrechte besaß. Durch seine Lage an der Kreuzung zweier wichtiger Straßenverbindungen, deren eine in die Königsstadt Mährisch Neustadt, die andere über das Altvatergebirge in das schlesische Fürstentum Neisse führte, konnte sich Sternberg rasch entwickeln. Mit einem 1371 verfassten Testament stiftete der Leitomischler Bischof Albrecht von Sternberg das Augustiner-Chorherrenstift Sternberg mit der Kirche Mariä Verkündigung, das sich in den nächsten Jahrhunderten um die kulturelle und religiöse Entwicklung der Stadt Verdienste erwarb. Nach dem Tod des Bischofs Albrecht erbte Sternberg sein Brudersohn Peter, der der letzte Besitzer aus der mährischen Linie der Sternberger war und 1397 starb. Er war mit Anna, einer Tochter des Troppauer Herzogs Nikolaus II. verheiratet gewesen.
1397 gelangte Sternberg mit der Burg und der gleichnamigen Herrschaft, die zu diesem Zeitpunkt aus den Städtchen Bärn und Hof sowie 29 Dörfern bestand, an Peter (II.) von Krawarn und Straßnitz. Während seiner Herrschaft erhielt Sternberg 1409 das Olmützer Stadtrecht sowie die Gerichts- und Verwaltungshoheit und das Meilenrecht. 1415 gehörte Peter von Krawarn zu den Unterzeichnern eines Protestschreibens gegen die Verbrennung von Jan Hus. Trotzdem wurde Sternberg 1430 von den Hussiten erobert, denen es als Stützpunkt diente. Nach Peters Tod 1434 folgte ihm sein Bruder Georg/Jiří, mit dem diese Linie der Herren von Krawarn 1466 erlosch. Sternberg erbte Georgs Tochter Ludmilla, die mit Albrecht Kostka von Postupice verheiratet war. Nach dessen Tod 1477 vermählte sie sich mit Jan Berka von Dubá, der 1501 starb. 1538 vernichtete ein Brand die Stadt, das Kloster und die Burg, die unter Jan Wenzel/Václav Berka von Dubá im Stil der Renaissance wieder aufgebaut wurde. Nachdem sich dessen Tochter Katharina/Kateřina von Berka und Dubá 1570 in Mährisch Trübau mit dem Münsterberger Herzog Karl II. vermählte, gelangten Stadt und Herrschaft Sternberg an dieses Geschlecht. Karl II. war ein Urenkel des böhmischen Königs Georg von Podiebrad und bekleidete das Amt des Landeshauptmanns von Schlesien. Da er ein Anhänger der evangelischen Lehre war, bemühte er sich um die Ausbreitung dieser Glaubenslehre in seinem gesamten Herrschaftsbereich. 1577 wurden die Juden aus Sternberg verbannt, 1591 erließ Karl II. eine Religionsverordnung, und 1592 musste die Brüdergemeinde die Stadt verlassen. Im selben Jahr wurde für die Protestanten die Dreifaltigkeitskirche errichtet, kurze Zeit später eine evangelische Schule eröffnet, deren Schüler auch dem mährischen protestantischen Adel entstammten. Durch die Bevorzugung der evangelischen Lehre kam es zu Streitigkeiten zwischen Herzog Karl II. und dem Augustinerkloster bzw. dem Bistum Olmütz, wobei auch wirtschaftliche Interessen eine Rolle spielten.
Nach dem Tod des Herzogs Karl II. erbten Sternberg dessen Söhne Heinrich Wenzel und Karl Friedrich. Sie begrüßten im Februar 1620 in Sternberg den 1619 neu gewählten böhmischen König Friedrich V., der sich auf der Huldigungsreise nach Breslau befand. Obwohl die Herzöge Heinrich Wenzel und Karl Friedrich auf Seiten der Aufständischen standen, wurden sie nach der Schlacht am Weißen Berg 1620 nicht enteignet. Die von ihnen vertriebenen Ordensbrüder kehrten in die Stadt zurück, die dem Chorherrenstift entstandenen Schäden wurden zurückgezahlt. 1624 war Sternberg Sitz des kaiserlichen Kommissars, im selben Jahr wurde mit den Maßnahmen zur Gegenreformation begonnen. Die evangelischen Priester mussten auf Anweisung des Olmützer Bischofs Dietrichstein das Land verlassen. Die nachfolgende gewaltsame Rekatholisierung, von der auch der nichtkatholische Adel betroffen war, führte zu einem Rückgang des tschechischen Bevölkerungsanteils, der durch die verstärkte Einwanderung von Deutschen aus Schlesien ausgeglichen wurde. Im Dreißigjährigen Krieg musste die Stadt zahlreiche Heeresdurchzüge und Plünderungen erdulden sowie Kontributionen und Schutzgelder zahlen. Zudem wütete 1633/34 eine Pestepidemie. Im Mai 1633 hielt sich der spanische König Philipp IV. in Begleitung des kaiserlichen Generals Wallenstein in Sternberg auf. Obwohl der Dreißigjährige Krieg 1648 mit dem Westfälischen Frieden beendet wurde, verließen die Schweden das von ihnen besetzte Sternberg erst 1650 nach Zahlung einer Kontribution.
Bereits 1647, nach dem Tod des Herzogs Karl Friedrich, mit dem die Münsterberger Linie der Herren von Podiebrad erlosch, gelangten Stadt und Herrschaft Sternberg an Silvius Nimrod von Württemberg-Oels. Er entstammte dem Haus Württemberg und war mit Karl Friedrichs einziger Tochter Elisabeth Maria verheiratet. Gemäß Silvius Nimrods letztwilliger Verfügung wurde die Herrschaft Sternberg am 9. September 1692 mit Bewilligung Kaiser Leopolds I. unter den Nachkommen in drei Ämter aufgeteilt: der minderjährige Enkel Karl erhielt Sternberg, der Sohn Christian Ulrich Knibitz und dessen älterer Bruder Silvius II. Friedrich Karlsberg. Am 24. Juni 1695 verkaufte die Mutter und Vormündin des Herzogs Karl, Anna Sophia von Mecklenburg-Schwerin, das Amt Sternberg an Johann Adam Andreas von Liechtenstein, bei dessen Nachkommen die Burg Sternberg bis zur Enteignung 1945 verblieb. Während der Herrschaft der Liechtensteiner erfolgte in Sternberg ein wirtschaftlicher Aufschwung, der zunächst auf der Hausweberei basierte. 1790 entstand die Fabrikweberei Norbert Langer. Im Bereich der Bildung wirkte sich die 1784 erfolgte Auflösung des Augustinerklosters im Rahmen der Josephinischen Reformen nachteilig aus. Andererseits unterstützte Joseph II. in seiner Eigenschaft als König von Böhmen die zunehmende Textilindustrie, indem er 1782 und 1788 der Stadt Sternberg Privilegien zur Abhaltung eines jährlichen sowie regelmäßiger Märkte erteilte. Ab 1787 wurde die Stadtverwaltung durch Franz Eberle geleitet, der die erste Stadtgeschichte verfasste. 1789 richtete ein Hochwasser, bei dem auch zahlreiche Menschen umkamen, schwere Schäden an. Vor der Schlacht bei Austerlitz trafen sich am 5. November 1805 in Sternberg der russische Zar Alexander I. und Kaiser Franz I. 1806 forderte eine Typhusepidemie 2400 Opfer.
In der ersten Hälfte des 19. Jahrhunderts bestanden in Sternberg 30 Textilfabriken, Bleichereien und Färbereien, in denen ein Großteil der Bevölkerung Arbeit fand. Nach der Ablösung der Patrimonialherrschaften 1848 war Sternberg eine selbständige Gemeinde, die ab 1850 Sitz der gleichnamigen Bezirkshauptmannschaft war. Zu einem spürbaren Rückgang der Leinen- und Baumwollproduktion kam es durch den Ausfall der Rohstoffe durch den Amerikanischen Bürgerkrieg 1861–1865. 1861 erfolgte die Gründung eines Arbeitervereins, der sich für bessere Lebensbedingungen der Arbeiter einsetzte. 1870 erhielt Sternberg Eisenbahnanschluss, 1872 wurde eine Fachschule für Weberei eröffnet und im selben Jahr eine staatliche Tabakfabrik gegründet. 1905 wurde die Ecce homo Bergrennstrecke eröffnet, die von Sternberg nach Freudenthal führte und die mit Unterbrechungen bis heute in Betrieb ist.
Nach dem Ersten Weltkrieg und dem Zusammenbruch der k.u.k. Monarchie gehörte Sternberg ab dem 29. Oktober 1918 zur Provinz Sudetenland. Der zeitgleich ausgerufene tschecho-slowakische Staat errichtete in Štěpánov für die zehn mehrheitlich von Tschechen bewohnten Dörfer Lašťany, Bohuňovice, Štarnov, Moravská Huzová, Štěpánov, Krnov, Liboš, Hnojice, Žerotín und Strukov die Bezirksverwaltung Šternberk und das Bezirksgericht Šternberk. 1919 wurde die Stadt gegen den Willen der deutschen Bewohner der Tschechoslowakei zugesprochen. Daraufhin kam es am 4. März 1919 zu einer großen Protestaktion der deutschen Bevölkerung. Sie besetzte die städtischen und Bezirksämter und lieferte sich Kämpfe mit der tschechoslowakischen Armee, wobei es zu Opfern auf beiden Seiten kam. 1930 betrug die Einwohnerzahl 12.760 (davon 11.179 Deutsche und 1.346 Tschechen). 1935 wurde eine tschechische Realschule eröffnet.
Nach dem Münchner Abkommen 1938 wurde Sternberg an das Deutsche Reich angeschlossen und von deutschen Truppen besetzt. Nachfolgend wurde es Sitz des Landkreises Sternberg, Regierungsbezirk Troppau, im Reichsgau Sudetenland. Nach dem Zweiten Weltkrieg  wurde  Šternberk 1945 von der Tschechoslowakei übernommen. Die deutsche Bevölkerung wurde vertrieben. 1947 wurden 7224 Einwohner gezählt. Nach der Auflösung des Okres Šternberk wurde die Stadt dem Okres Olomouc zugeschlagen. Während des Prager Frühlings 1968 wurde Šternberk von der polnischen Armee besetzt, die zum Warschauer Pakt gehörte.

## Bevölkerung
| Jahr | Einwohner | Anmerkungen                                                                  |
| ---- | --------- | ---------------------------------------------------------------------------- |
| 1857 | 12.665    | [ 9 ]                                                                        |
| 1900 | 15.220    | deutsche Einwohner                                                           |
| 1930 | 12.608    | davon 1.249 Tschechen (in den Gemeindegrenzen von 1939 12.760 Einwohner)     |
| 1939 | 12.141    | davon 314 Evangelische, 11.262 Katholiken, 31 sonstige Christen und 18 Juden |

Bevölkerungsentwicklung nach Ende des Zweiten Weltkriegs
(Stand: 31.12. des jeweiligen Jahres)
| Jahr | Einwohner |
| ---- | --------- |
| 1947 | 07.259    |
| 1955 | 10.706    |
| 1960 | 11.334    |
| 1970 | 12.177    |
| 1980 | 16.740    |

| Jahr | Einwohner |
| ---- | --------- |
| 1990 | 17.222    |
| 2000 | 14.371    |
| 2010 | 13.668    |
| 2020 | 13.388    |
| 2022 | 13.239    |

## Partnerstädte
- Dobšiná, Slowakei
- Kungsbacka, Schweden
- Lorsch, Deutschland
- Günzburg, Deutschland

## Sehenswürdigkeiten
- Burg Šternberk
- Augustinerkloster am Obermarkt
- Mariensäule von 1719
- Spitalkirche Mariä Reinigung
- Ecce homo Bergrennstrecke

## Söhne und Töchter der Stadt
- Joseph Altmann (1777–1831), österreichischer Offizier
- Edmund Götz (1792–1862), österreichischer Benediktiner und Politiker
- Franz Xaver von Hlubek (1802–1880), österreichischer Agronom und landwirtschaftlicher Schriftsteller
- Anton Lang (1820–1880), österreichischer Textilfabrikant, Politiker und Mäzen
- Jakob Lang (1822–1892), österreichischer Textilfabrikant und Mäzen
- Marie Ertl (1837–1909), österreichische Malerin
- Hugo von Bilimek-Waissolm (1838–1896), österreichischer Feldmarschallleutnant
- Adolf Bachrach (1853–1932), Rechtsanwalt in Wien
- Fridolin Mück (1875–1949), Amtsdirektor und Politiker (CSP), Mitglied des Landtags von Niederösterreich
- Ernst Beutel (1877–1944), Professor der Warenkunde und Technologie an der Hochschule für Welthandel in Wien
- Adolf Duda (1878–1940), österreichischer Politiker
- Walter von Molo (1880–1958), deutscher Schriftsteller
- Rudolf Heeger (1883–1939), Sozialdemokrat, Mitglied des tschechoslowakischen Parlaments von 1920 bis 1938
- Ferdinand Kuschel (1899–1966), Bildhauer, Maler, Zeichner
- Vincy Schwarz (1902–1942), tschechischer Verleger und Übersetzer deutscher Herkunft
- Kurt Gröger (1905–1952), deutscher Maler
- Ernst Tittel (1910–1969), Komponist und Professor an der Hochschule für Musik in Wien
- Franz Laitl (1915–1989), Handelsdelegierter der Österreichischen Wirtschaftskammer
- Wilhelm Zlamal (1915–1995), tschechischer Porträt- und Landschaftsmaler deutscher Nationalität
- Gerhard Pomaßl (1929–1993), Bibliothekar
- Erica Pedretti (1930–2022), geborene Erika Schefter; schweizerische Schriftstellerin, Objektkünstlerin und Malerin
- Jiří Kořalka (1931–2015), tschechischer Historiker
- Eckhart Schmidt (1938–2024), deutscher Filmregisseur
- Hana Maciuchová (1945–2021), tschechische Schauspielerin
- Ivan Uvízl (* 1958), tschechischer Langstreckenläufer
- Robert Hock (* 1973), deutscher Eishockeyspieler
- Patrik Siegl (* 1976), tschechischer Fußballspieler
- David Rozehnal (* 1980), tschechischer Fußballspieler
- David Krejčí (* 1986), tschechischer Eishockeyspieler in der NHL; Topscorer NHL Play-offs 2011
- Ladislav Prášil (* 1990), tschechischer Kugelstoßer

## Zeitungen
- Sternberger Heimat-Post, Exilzeitung seit 1952